# Movimento New Jewel
Movimento New Jewel (acrônimo inglês de New Joint Endeavor for Welfare, Education, and Liberation) foi um partido de vanguarda marxista-leninista de Granada, que foi liderado por Maurice Bishop. Fundado em 1973, o Movimento New Jewel emitiu seu manifesto antes da concessão da independência a Granada em 1974. O movimento tomou o controle do país com uma revolução bem sucedida em 1979 e governou por decreto até 1983. Em 1983, seu líder Maurice Bishop foi morto por paramilitares afiliados a linha dura de seu próprio partido. Isso conduziria a um regime militar, que seria deposto por tropas dos Estados Unidos durante uma invasão em 1983.